# Primera Liga de Eslovenia 2014-15
La PrvaLiga de Eslovenia 2014-15 (Prva slovenska nogometna liga en Esloveno). fue la 24.ª temporada de la Prva SNL. La temporada comenzó el 18 de julio de 2014 y terminó el 30 de mayo de 2015. 
Maribor es el campeón defensor.

## Ascensos y descensos
El ascendido de la Segunda Liga de Eslovenia 2013-14 es el Radomlje (Subampeon); en reemplazo del descendido Triglav
| Pos. | de PrvaLiga de Eslovenia 2013-14 |
| ---- | -------------------------------- |
| 10.º | Triglav Kranj                    |

| Pos. | de Segunda Liga de Eslovenia 2013-14 |
| ---- | ------------------------------------ |
| 2.º  | Radomlje                             |

## Sistema de competición
El torneo se jugó con el formato todos contra todos a cuatro ruedas, totalizando todos los clubes 36 partidos, al final de la fecha 36 el club con el mayor puntaje se coronó campeón y se clasificó a la Segunda ronda de la Liga de Campeones 2015-16; los equipos que acaben en el segundo y tercer lugar se clasificaron a la Primera ronda de la Liga Europa 2015-16, el equipo con el menor puntaje descendió a la Segunda Liga de Eslovenia 2015-16; mientras que el penúltimo jugó el Play-Off de Relegacion con el 2.ª de la Segunda Liga de Eslovenia 2014-15 por el último cupo para la temporada siguiente.
Un tercer cupo para la Primera ronda de la  Liga Europa 2015-16 fue asignado al campeón de la Copa de Eslovenia.

## Clubes
| Club               | Ciudad      | Estadio                 | Capacidad |
| ------------------ | ----------- | ----------------------- | --------- |
| Celje              | Celje       | Arena Petrol            | 13.006    |
| Domžale            | Domžale     | Domžale Sports Park     | 3.313     |
| Gorica             | Nova Gorica | Nova Gorica Sports Park | 3.066     |
| Koper              | Koper       | Estadio SRC Bonifika    | 4.190     |
| Krka               | Novo Mesto  | Stadion Portoval        | 4.000     |
| Maribor            | Maribor     | Estadio Ljudski vrt     | 12.994    |
| Olimpija Ljubljana | Liubliana   | Estadio Stožice         | 16.038    |
| Radomlje           | Radomlje    | Domžale Sports Park1    | 3.313     |
| Rudar Velenje      | Velenje     | Ob Jezeru Stadion       | 2.341     |
| Zavrč              | Zavrč       | Zavrč Sports Park2      | 2.500     |

1El Radomlje jugó sus partidos en el Domžale Sports Park, ya que su estadio en Radomlje no cumplía con los criterios de la Asociación de Eslovenia.
2El Zavrč jugó la primera mitad de la temporada en el Ptuj City Stadium, ya que en su estadio Zavrč Sports Park estaban construyendo una nueva tribuna.

## Clasificación
| Pos. | Equipo             | Pts. | PJ | G  | E  | P  | GF | GC | Dif. | Clasificación 2015–16                 |
| ---- | ------------------ | ---- | -- | -- | -- | -- | -- | -- | ---- | ------------------------------------- |
| 1    | Maribor (C)        | 79   | 36 | 24 | 7  | 5  | 74 | 32 | +42  | Segunda ronda de la Liga de Campeones |
| 2    | Celje              | 70   | 36 | 20 | 10 | 6  | 58 | 31 | +27  | Primera ronda de la Liga Europa       |
| 3    | Domžale            | 68   | 36 | 21 | 5  | 10 | 52 | 22 | +30  | Primera ronda de la Liga Europa       |
| 4    | Olimpija Ljubljana | 61   | 36 | 17 | 10 | 9  | 55 | 32 | +23  |                                       |
| 5    | Zavrč              | 49   | 36 | 15 | 4  | 17 | 38 | 52 | −14  |                                       |
| 6    | Rudar Velenje      | 46   | 36 | 12 | 10 | 14 | 44 | 43 | +1   |                                       |
| 7    | Krka               | 40   | 36 | 11 | 7  | 18 | 38 | 54 | −16  |                                       |
| 8    | Koper              | 40   | 36 | 12 | 4  | 20 | 35 | 58 | −23  | Primera ronda de la Liga Europa       |
| 9    | Gorica (O)         | 37   | 36 | 10 | 7  | 19 | 40 | 46 | −6   | Play-off de relegación                |
| 10   | Radomlje           | 16   | 36 | 4  | 4  | 28 | 21 | 85 | −64  | Descenso de categoría                 |

Actualizado a los partidos jugados el 30 de mayo de 2015.
 Fuente: Soccerway
Criterios de clasificación: Puntos · Puntos entre uno-a-uno · Diferencia de gol entre uno-a-uno · Goles de visita entre uno-a-uno · Diferencia de goles · Goles conseguidos.
Notas:
1. ↑  Tras ganar la Copa de Eslovenia 2014-15, el Koper recibió un cupo para la Primera ronda de la Liga Europa 2015-16.

## Tabla de resultados cruzados
| Local \ Visitante  | CEL | DOM | GOR | KOP | KRK | MAR | OLI | RAD | RUD | ZAV |
| ------------------ | --- | --- | --- | --- | --- | --- | --- | --- | --- | --- |
| Celje              | —   | 2–0 | 2–0 | 1–1 | 3–0 | 3–1 | 0–0 | 5–0 | 1–1 | 0–1 |
| Domžale            | 1–0 | —   | 3–0 | 2–0 | 2–0 | 2–0 | 0–0 | 3–0 | 1–1 | 1–3 |
| Gorica             | 1–1 | 0–1 | —   | 0–1 | 2–1 | 0–2 | 0–3 | 4–0 | 1–2 | 1–0 |
| Koper              | 0–2 | 0–1 | 1–0 | —   | 1–0 | 1–2 | 1–2 | 1–2 | 1–3 | 2–1 |
| Krka               | 1–1 | 0–1 | 2–1 | 1–3 | —   | 1–3 | 2–1 | 0–0 | 1–1 | 2–3 |
| Maribor            | 1–2 | 0–1 | 2–1 | 4–0 | 2–0 | —   | 3–3 | 3–2 | 1–0 | 3–0 |
| Olimpija Ljubljana | 1–3 | 2–1 | 0–0 | 4–0 | 3–1 | 0–0 | —   | 4–0 | 2–0 | 2–0 |
| Radomlje           | 0–3 | 0–2 | 0–3 | 1–2 | 0–2 | 0–0 | 1–4 | —   | 1–2 | 1–2 |
| Rudar Velenje      | 0–0 | 0–1 | 1–0 | 2–3 | 3–1 | 0–1 | 0–0 | 2–0 | —   | 0–2 |
| Zavrč              | 0–0 | 0–2 | 0–0 | 1–0 | 2–0 | 0–1 | 0–2 | 2–1 | 1–0 | —   |

| Local \ Visitante  | CEL | DOM | GOR | KOP | KRK | MAR | OLI | RAD | RUD | ZAV |
| ------------------ | --- | --- | --- | --- | --- | --- | --- | --- | --- | --- |
| Celje              | —   | 0–0 | 0–3 | 3–2 | 2–1 | 0–2 | 0–0 | 3–2 | 1–3 | 3–0 |
| Domžale            | 0–1 | —   | 3–1 | 3–0 | 2–1 | 0–0 | 0–1 | 4–0 | 4–0 | 2–3 |
| Gorica             | 2–2 | 1–2 | —   | 1–2 | 3–0 | 1–1 | 1–2 | 0–0 | 3–0 | 4–0 |
| Koper              | 0–1 | 1–0 | 2–0 | —   | 0–2 | 1–4 | 2–1 | 2–0 | 0–3 | 1–2 |
| Krka               | 0–4 | 3–2 | 0–2 | 3–0 | —   | 1–3 | 0–0 | 1–1 | 2–0 | 3–0 |
| Maribor            | 4–1 | 1–0 | 5–1 | 0–0 | 2–2 | —   | 4–1 | 4–1 | 3–2 | 2–1 |
| Olimpija Ljubljana | 1–2 | 0–2 | 3–1 | 0–0 | 1–2 | 0–1 | —   | 3–1 | 0–0 | 3–1 |
| Radomlje           | 0–1 | 0–3 | 1–0 | 2–1 | 0–1 | 1–6 | 0–4 | —   | 1–0 | 0–4 |
| Rudar Velenje      | 1–3 | 0–0 | 1–2 | 2–2 | 0–0 | 2–0 | 2–0 | 3–2 | —   | 7–2 |
| Zavrč              | 1–2 | 1–0 | 0–0 | 2–1 | 0–1 | 1–3 | 1–2 | 1–0 | 0–0 | —   |

## Play-off de relegación
Fue disputado en partidos de ida y vuelta entre el 9.ª Clasificado de la Tabla Acumulada y el subcampeón de la Segunda Liga de Eslovenia 2014-15.
| Ida; 3 de junio de 2015, 17:00 | Gorica | 0:0 | Aluminij | Nova Gorica Sports Park, Nova Gorica                   |  |
|                                |        |     |          | Asistencia: 800 espectadores Árbitro(s): Damir Skomina |  |

| Vuelta; 7 de junio de 2015, 17:00 | Aluminij     | 1:2 (1:2) (Global 1:2) | Gorica         | Aluminij Sports Park, Kidričevo                          |                                                          |
|                                   | - Škoflek 4' |                        | - 8' 41' Žigon | Asistencia: 600 espectadores Árbitro(s): Nejc Kajtazović | Asistencia: 600 espectadores Árbitro(s): Nejc Kajtazović |

| Se mantiene en Primera División Gorica |

## Máximos Goleadores
Detalle con los máximos goleadores de la Prva SNL, de acuerdo con los datos oficiales de la Federación Eslovena de Fútbol.
- Datos según la página oficial de la competición.

| Pos. | Jugador         | Club               | Goles |
| ---- | --------------- | ------------------ | ----- |
| 1    | Marcos Tavares  | Maribor            | 17    |
| 2    | Benjamin Verbič | Celje              | 15    |
| 3    | Andraž Šporar   | Olimpija Ljubljana | 13    |
| 4    | Luka Zahović    | Maribor            | 12    |
| 4    | Sunny Omoregie  | Celje              | 12    |
| 6    | Dalibor Volaš   | Maribor            | 10    |
| 7    | Ivan Firer      | Rudar Velenje      | 9     |
| 7    | Dragan Jelić    | Rudar Velenje      | 9     |
| 9    | Mitja Lotrič    | Koper              | 8     |
| 10   | Luka Majcen     | Gorica             | 7     |